# Conférence française de scoutisme
La Conférence française de scoutisme è una federazione scout francese creata nel 2000 con lo scopo di raggruppare tre associazioni scout, per un totale di circa 35 000 membri:
- l'Association des guides et scouts d'Europe;
- gli Éclaireurs neutres de France (fondati nel 1947, pluriconfessionali, per un totale di membri effettivi compresi tra i 3000 ed i 4000), a cui sono affiliati una serie di associazioni minori, alcune di esse cattoliche.
- la Fédération des éclaireuses et éclaireurs, fondati nel 1989 dopo la scissione dall'associazione Eclaireuses et eclaireurs de France; anch'essi pluriconfessionali, per un totale di circa 5000 membri). Tale federazione raggruppa 15 o 20 associazioni locali indipendenti, alcune di esse protestanti e ortodossi.

La CFS non è membro né dell'Organizzazione mondiale del movimento scout né dell'Associazione mondiale guide ed esploratrici, le organizzazioni fondate da Robert Baden-Powell per organizzare i due movimenti paralleli dello scautismo e del guidismo.
Gli obiettivi della federazione sono la ricerca della libertà necessaria per garantire il corretto svolgimento delle attività di scautismo e la difesa del metodo scout tradizionale sviluppato da Robert Baden-Powell.